# Chronologie de la France pendant la Seconde Guerre mondiale
Pour un article rédigé, voir Histoire de la France pendant la Seconde Guerre mondiale.

## 1939
- 3 septembre 1939 : La France déclare la guerre à l'Allemagne à 17 heures.
- 7-21 septembre 1939 : Offensive de la Sarre.

## 1940
- 21 mars 1940 : Paul Reynaud devient Président du Conseil.
- 28 mars 1940 : La France et le Royaume-Uni s'engagent réciproquement à ne pas signer de paix séparée avec l'ennemi allemand.
- 13 avril 1940 : Échec de l’expédition de Narvik.
- 10 mai 1940 : Bataille de France (fin le 22 juin) ; Neuville Chamberlain, Premier Ministre anglais démissionne
- 14 mai 1940 : Percée de Sedan.
- 26 mai 1940 : Opération Dynamo, évacuation de Dunkerque vers le Royaume-Uni (fin le 3 juin).
- 8 juin 1940 : le front français est totalement disloqué. Exode des civils Français du Nord vers le Sud.
- 10 juin 1940 : le gouvernement français quitte Paris pour Vichy
- 14 juin 1940 : les Allemands entrent dans Paris, déclarée « ville ouverte ».
- 16 juin 1940 : Philippe Pétain devient Président du Conseil et Camille Chautemps vice-président du Conseil après la démission de Paul Reynaud. Le général Weygand devient ministre de la Défense nationale et Paul Baudoin ministre des Affaires étrangères.
- 17 juin 1940 : le général de Gaulle quitte Bordeaux pour Londres où il est reçu par Churchill. À 12h30, le maréchal Pétain annonce aux Français qu'il a demandé à l'adversaire les conditions d'armistice : « C'est le cœur serré que je vous dis aujourd'hui qu'il faut cesser le combat ».
- 18 juin 1940 : Appel du 18 Juin, acte fondateur de la France libre, par Charles de Gaulle.
- 22 juin 1940 : Armistice du 22 juin 1940 avec l'Allemagne.
- 24 juin 1940 : Armistice du 24 juin 1940 avec l'Italie.
- 28 juin 1940 : Le gouvernement britannique reconnaît officiellement le général de Gaulle comme « Chef des Français libres ».
- 1er juillet 1940 : Le gouvernement français s'installe à Vichy.
- 3 juillet 1940 : Bataille de Mers el Kebir. La flotte française est détruite par la Royal Navy.
- juillet 1940 : Le gouvernement français décide de rompre les relations diplomatiques avec la Grande-Bretagne.
- 9 juillet 1940 : Par 398 voix contre 3 la Chambre des députés et par 230 contre 1 le Sénat décident qu'il y a lieu de réviser les lois constitutionnelles.
- 10 juillet 1940 : Par 569 voix contre 80, l'Assemblée Nationale délègue le pouvoir constituant au maréchal Pétain. (Voir Loi constitutionnelle du 10 juillet 1940).
- 11 juillet 1940 : Promulgation des Actes constitutionnels. Le maréchal Pétain prend le titre de chef de l'État français. Fin de facto de la Troisième République, début du régime de Vichy.. Il annonce qu'il a demandé à l'Allemagne la libération de Versailles et du quartier des ministères à Paris. Le Sénat et la Chambre des députés sont « ajournés jusqu'à nouvel ordre ».
- 12 juillet 1940 : Pierre Laval est nommé vice-président du Conseil. Remaniement ministériel.
- 13 juillet 1940 : Albert Lebrun n'est plus Président de la République.
- 17 juillet 1940 : Première tentative pour envoyer un agent secret de la France libre en zone occupée.
- 19 juillet 1940 : Pierre Laval rencontre Otto Abetz à Paris.
- 22 juillet 1940 : Ralliement des Nouvelles-Hébrides au général de Gaulle.
- 26 juillet 1940 : Ralliement de la Côte d'Ivoire au général de Gaulle.
- 30 juillet 1940 : Chantiers de la jeunesse
- 1er août 1940 : Des filières d'évasions de prisonniers se constituent en Alsace-Lorraine.
- 2 août 1940 : Le général de Gaulle est condamné à mort par le tribunal militaire de Clermont-Ferrand.
- 7 août 1940 : L'Alsace et la Lorraine sont annexées au IIIe Reich. Accord entre de Gaulle et les Anglais sur l'organisation des Forces française libres.
- 13 août 1940 : Début de la Révolution nationale.
- 15 août 1940 : Henri Frenay et Maurice Chevance décident de créer une armée de libération.
- 26 août 1940 : Ralliement du Tchad à la France libre.
- 27 août 1940 : Ralliement du Cameroun à la France libre.
- 28 août 1940 : Ralliement du Congo à la France libre.
- 22 septembre 1940 : Invasion de l'Indochine française par l'empire du Japon
- 18 octobre 1940 : Publication au Journal officiel du « Statut des Juifs ».
- octobre 1940 : Déclenchement en Indochine de la guerre franco-thaïlandaise
- 24 octobre 1940 : Rencontre Pétain-Hitler à Montoire.
- 27 octobre 1940 : Création, à Brazzaville, par le général de Gaulle, du Conseil de défense de l'Empire.
- 30 octobre 1940 : Pétain annonce à la radio la collaboration.
- 11 novembre 1940 : manifestation étudiante contre l'occupant sur les Champs-Élysées.

## 1941
- 29 mars 1941 : création du Commissariat général aux questions juives.
- 14 mai 1941 : À Paris, première rafle de juifs étrangers organisée par la Préfecture de Police.
- 15 mai 1941 : Création par les communistes du Front national.
- 26 mai 1941 : Début de la Grève des mineurs du Nord / Pas-de-Calais.
- 2 juin 1941 :  « Statut spécial pour les Juifs ».
- 8 juin 1941 : La Syrie et le Liban sont libérés par les Forces françaises libres, le gouvernement soutenu par Vichy est renversé.
- 21 août 1941 : Le communiste Fabien, aidé de Gilbert Brustlein abattent un officier allemand, l'aspirant Moser au métro Barbès, à Paris. Début de la seconde rafle de juifs (21,22 et 23 août) : 4232 personnes sont arrêtées puis transférées à Drancy.
- 24 septembre 1941 : Création à Londres du Comité national français.
- 22 octobre 1941 : Représailles après la mort de Karl Hotz.
- 7 décembre 1941 : Attaque de Pearl Harbor
- 31 décembre 1941 : Jean Moulin quitte Londres pour être parachuté en France.

## 1942
- 19  février 1942 : Procès de Riom.
- mars 1942 : Francs-Tireurs et Partisans français (FTP).
- 3 et 4  mars 1942 : Raid aérien du britannique contre les usines Renault de Billancourt.
- 27  mars 1942 : Le premier convoi de Juifs quitte Drancy pour rejoindre les camps de concentration.
- 27  mars 1942 : Opération Chariot sur Saint-Nazaire.
- 5  avril 1942 : Installation officielle de la Gestapo en zone occupée.
- 18  avril 1942 : Remplacement de Darlan  par Laval, qui prend le titre de "chef du gouvernement".
- 6  mai 1942 : Louis Darquier de Pellepoix remplace Xavier Vallat comme commissaire général aux questions juives
- 29  mai 1942 : ordonnance des autorités allemandes en France qui instaurent le port de l'étoile jaune.
- 31  mai 1942 : Manifestation de la rue de Buci
- 16  juin 1942 : Rencontre Laval-Sauckel le principe de la Relève est accepté.
- 2  juillet 1942 : Accords Bousquet-Oberg de collaboration policière.
- 16 et 17 juillet 1942 : Rafle du vélodrome d'hiver.
- août 1942 : Livraison aux Allemands de Juifs étrangers de la zone Sud.
- 19  août 1942 : Service militaire obligatoire (dans la Wehrmacht) en Moselle et quelques jours plus tard en Alsace.
- 19  août 1942 : Echec de l'Opération Jubilé.
- 16  octobre 1942 : Création d'un comité de coordination des mouvements de Résistance zone sud en France.
- 8 novembre 1942 : opération Torch (débarquement américain en Afrique française du Nord).
- 11 novembre 1942 : Occupation de la « zone libre » par les Allemands.
- 27  novembre 1942 : Sabordage de la flotte française à Toulon.
- 14 décembre 1942 : débarquement en Corse de la mission secrète Pearl Harbour

## 1943
- 24 janvier 1943 : Rafle de Marseille.
- 26 janvier 1943 : Les trois principaux mouvements de la zone sud fusionnent dans les Mouvements unis de la Résistance (MUR).
- 30 janvier 1943 : Création de la Milice.
- 16 février 1943 : STO.
- 4 avril 1943 : Bombardements aériens alliés de Boulogne-Billancourt.
- 27 mai 1943 : Création du Conseil national de la Résistance (CNR).
- 30 mai 1943 : Charles de Gaulle arrive à Alger.
- 3 juin 1943 : Création du Comité français de la Libération nationale (CFLN).
- 13 juin 1943 : Arrestation par la Gestapo du général Aubert Frère l'un des fondateurs de l'Organisation de résistance de l'armée (ORA).
- 21 juin 1943 : Arrestation par la Gestapo de Jean Moulin, Raymond Aubrac, et d'autres résistants à Caluire-et-Cuire, près de Lyon. René Hardy s'échappe.
- 8 juillet 1943 : Date probable de la mort de Jean Moulin.
- 5 octobre 1943 : Fin de la libération de la Corse.
- 23 octobre 1943 : Arrestation par la Gestapo du général Jean Édouard Verneau l'un des fondateurs de l'Organisation de résistance de l'armée (ORA).
- 29 décembre 1943 : Création des Forces françaises de l'intérieur (FFI).

## 1944
- 27 janvier 1944 : La Milice étend ses activités en zone nord.
- 30 janvier 1944 : Début de la conférence de Brazzaville entre De Gaulle et les représentants de l'Empire français.
- 18 février 1944 : Opération Jéricho, bombardement de la prison d'Amiens par la Royal Air Force
- 15 mars 1944 : Programme du Conseil national de la Résistance (CNR).
- 22 mars 1944 : Suicide de Pierre Brossolette pour échapper à la Gestapo.
- 26 mars 1944 : Miliciens et Allemands donnent l'assaut au maquis des Glières en Haute-Savoie.
- 1er avril 1944 : Massacre d'Ascq.
- du 23 au 25 avril 1944 : La Milice attaque les positions de la résistance française dans le Vercors.
- du 26 au 31 mai 1944 : Bombardements aériens alliés sur de nombreuses villes françaises.
- 2 juin 1944 : Création du GPRF (qui remplace le CFLN) à Alger : Gouvernement provisoire de la République française, dirigé par Charles de Gaulle.
- 6 juin 1944 : Jour-J : L'opération Overlord est lancée par les Alliés, pour envahir la Normandie (D Day).
- 9 juin 1944 : Pendaisons de Tulle.
- 10 juin 1944 : Massacre d'Oradour-sur-Glane.
- 26 juin 1944 : Cherbourg est libérée par des troupes américaines.
- 26 juin 1944 : Début de l'opération Epsom par les britanniques à l'ouest de Caen.
- du 21 au 23 juillet 1944 : Les Allemands prennent d'assaut le maquis du Vercors.
- 1er août 1944 : Percée de Bradley au sud d'Avranches.
- 15 août 1944 : Départ du dernier convoi de déportés.
- 15 août 1944 : Débarquement franco-américain en Provence (opération Dragoon).
- 19 août 1944 : Début de l’insurrection de Paris.
- 20 août 1944 : Pétain est emmené contre son gré par les Allemands.
- 25 août 1944 :
  - Libération de Paris.
  - Massacre de Maillé.
- 26 août 1944 : Prise de Toulon par le Français De Lattre.
- 3 septembre 1944 : Libération de Lyon.
- 1er octobre 1944 : Pétain et Laval sont transférés par les Allemands à Sigmaringen.
- 23 novembre 1944 : Leclerc et sa 2e DB libèrent Strasbourg.
- 10 décembre 1944 : Signature à Moscou du pacte franco-soviétique.
- 16 décembre 1944 : Contre-offensive allemande dans les Ardennes.

## 1945
- 2 janvier 1945 : Charles de Gaulle refuse l'ordre américain d'évacuer Strasbourg.
- 27 janvier 1945 : La bataille des Ardennes finit officiellement.
- 7 mars 1945 : Franchissement du Rhin par les Alliés à Remagen et entrée des troupes américaines en Allemagne.
- 9 mars 1945 : Les troupes de l'empire du Japon réalisent un coup de force contre les Français et prennent le contrôle de l'Indochine française
- 8 mai 1945 : L'Allemagne se rend sans conditions aux Alliés, à Reims l'armistice est signé par le Général Alfred Jodl (Allemagne), en présence de Bedel-Smith (États-Unis), du général Ivan Susloparov (Union soviétique) et du général François Sevez (France).
- 8 mai 1945 : En Algérie française, pendant le défilé de la victoire, des heurts entre la police et des indépendantistes musulmans dégénèrent pour aboutir à de terribles massacres
- 15 août 1945 : Un discours de l'empereur Hirohito annonce la capitulation du Japon. En Indochine française, le Việt Minh en profite pour prendre en partie le contrôle du territoire.